# Extraordinary Machine
Extraordinary Machine è il terzo album della cantautrice americana Fiona Apple. Prodotto inizialmente da Jon Brion, la sua pubblicazione doveva risalire al 2003 ma venne posticipato numerose volte dalla Epic Records senza spiegazioni. Secondo alcune indiscrezioni trapelate su internet, la casa discografica avrebbe trovato il lavoro poco commerciale.
Tali diatribe diedero il via alla campagna Free Fiona da parte dei fan, che protestarono dinanzi alla sede della Sony per la pubblicazione dell'album. 
Successivamente, affiancata dai produttori Mike Elizondo e Brian Kehew, la Apple registrò nuovamente l'album che venne commercializzato nell'ottobre 2005.

## Tracce

### Versione ufficiale
1. Extraordinary Machine – 3:44
2. Get Him Back – 5:26
3. O' Sailor – 5:37
4. Better Version of Me – 3:01
5. Tymps (the Sick in the Head Song) – 4:05
6. Parting Gift – 3:36
7. Window – 5:33
8. Oh Well – 3:42
9. Please Please Please – 3:35
10. Red Red Red – 4:08
11. Not About Love – 4:21
12. Waltz (Better Than Fine) – 3:46

### Versione bootleg
1. Not About Love – 3:46
2. Red, Red, Red – 3:30
3. Get Him Back – 4:26
4. Better Version of Me – 3:22
5. Oh Well – 3:51
6. Oh, Sailor – 6:25
7. Used to Love Him – 3:36
8. Window – 4:28
9. Waltz – 3:44
10. Extraordinary Machine – 3:41
11. Please, Please, Please – 3:50